# IQ-quarter
L'IQ-quarter (in russo IQ-квартал, IQ-kvartal) è un complesso di edifici costituito da tre grattacieli situato nel Moscow International Business Centre (MIBC) nella capitale russa.

## Descrizione
Con un'area totale di 201.430 m2, i grattacieli sono denominati Towers 1, Tower 2 e il grattacielo noto come IQ-quarter hotel o Tower 3. La costruzione del complesso è iniziata nel 2008 e terminata nel 2016.
La Tower 2, con 42 piani è la più alta dei tre edifici del complesso, con un'altezza di 177,5 metri. Segue la Tower 1 di 33 piani, con un'altezza di 141 metri. Entrambi gli edifici ospitano degli uffici. L'edificio più basso è la Torre 3, che si trova ad un'altezza di 83,6 metri e serve sia come hotel che come zona residenziale.